# Bernhard Christoffer Qviding
Bernhard Christoffer Qviding, född 25 november 1778 i Stockholm, död där 3 maj 1846, var en svensk ämbetsman och politiker.
Bernhard Christoffer Qviding var son till kryddkramhandlaren Bernhard Christoffer Qviding och dennes hustru Helena. Han blev student vid Uppsala universitet 1794 och vann efter avlagd kansliexamen 1797 inträde i Kanslikollegium som extraordinarie kanslist. Samma år övergick han till Krigsexpeditionen, där han 1812 blev förste expeditionssekreterare. 1816 blev Qviding tillförordnad statssekreterare för krigsärenden. 1817 adlades han med bibehållande av sitt släktnamn. 1818 fick han fullmakt på statssekreterartjänsten. Qviding blev medlem av statsrådet dels på grund av sina meriter, men även då Karl XIV Johan och generaladjutanterna såg Qviding som en person de lätt kunde kontrollera. Föga självständig blev han också en bricka i det politiska spelet. Vid riksdagen 1823 riktade den allt mäktigare oppositionen skarpa angrepp mot Qviding, som ställdes under riksrättsåtal, vilket dock resulterade i ett frikännande. Efter riksdagens slut slog Karl Johan in på en försonligare politik mot oppositionen, vilket ledde till att Qviding 1824 avskedades från sitt ämbete. Han erhöll en reträttplats som vice president i Kommerskollegium och kom inte att spela någon fortsatt politisk roll. Qviding blev 1818 ledamot av Krigsvetenskapsakademien.

## Adlig värdighet
Bernhard Christoffer Qviding adlades 1817 med bibehållet namn enligt § 37 av Regeringsformen 1809, enligt vilken endast ättens huvudman skulle vara adlig. Han introducerades på Riddarhuset samma år på nummer 2249. Då hans äktenskap med Johanna Wilhemina Wessman (1779–1870) var barnlöst utslocknade den adliga ätten med honom själv.